# Vincenzo Macaluso
Vincenzo Macaluso (Canicattì, 31 ottobre 1824 – Roma, 27 dicembre 1892) è stato un avvocato, giornalista, politico nonché patriota del Risorgimento italiano.

## Biografia
Capitano di artiglieria, nel 1848 nella guerra per l'indipendenza siciliana comandò la batteria "Trinacria" e si distinse nell'assedio di Messina. Venuta meno la rivoluzione, rientrati i Borboni, fu esiliato.
Con un atto di sfida inalberò il 3 luglio 1859 il tricolore sul Monte La Pietra, "una rocca isolata bianchissima sorgente a cavaliere tra Grotte e Comitini", e diede così inizio a una rivolta che si espanse a macchia d'olio fino a Palermo. Per le sue ardite gesta patriottiche subì tre condanne a morte da parte dei Borboni: dalle prime due lo salvò l'intercessione dello zio Gioacchino La Lomia, ministro della Giustizia del re di Napoli; dalla terza lo liberò Garibaldi, quando giunse a Palermo. Divenuto uomo di fiducia del generale, fu poi, per la sua integrità morale e l'ansia di giustizia, oltre che per le sue convinzioni repubblicane, contrastato dai luogotenenti piemontesi, che ne boicottarono sempre l'elezione al Parlamento.
Nel 1861 ad Agrigento fondò il periodico La Pietra. Nel 1885 diresse a Roma Le Forche Caudine, giornale stampato in 130 000 copie.

## Opere
- Mafia rurale e delinquenza politica in Sicilia
- La vita e il processo del sordomuto Antonio Cappello
- Rivelazioni politiche sulla Sicilia e gravi pericoli che la minacciono
- Agli onorevoli deputati al Parlamento italiano
- Nuovi documenti segreti della polizia politica in Sicilia
- Rimostranze al governo
- Osservazioni e proposte intorno alla legge da fare per la soppressione delle decime